# Saint-Goazec
Saint-Goazec település Franciaországban, Finistère megyében. Lakosainak száma 730 fő (2022. január 1.). Saint-Goazec Roudouallec, Châteauneuf-du-Faou, Laz, Leuhan és Spézet községekkel határos.

## Népesség
A település népessége az elmúlt években az alábbi módon változott:
| Lakosok száma | 976  | 876  | 771  | 707  | 721  | 714  | 706  | 712  | 713  | 730  |
|               | 1968 | 1982 | 1990 | 2006 | 2013 | 2015 | 2017 | 2019 | 2020 | 2022 |